# Jelisiej Goriaczow
Jelisiej Iwanowicz Goriaczow, ros. Елисей Иванович Горячев (ur. 1892 w chutorze Pieskowatski w obwodzie dońskim, zm. 12 grudnia 1938 w Płoskirowie) – radziecki wojskowy, komkor.

## Życiorys
Był z pochodzenia Kozakiem dońskim. Podczas I wojny światowej służył w armii Imperium Rosyjskiego jako podoficer. Został odznaczonym krzyżem św. Jerzego wszystkich klas. Po rewolucji październikowej wypowiedział służbę w oddziałach Kozaków dońskich, które poparły ruch białych i został skazany na śmierć za prowadzenie bolszewickiej agitacji w oddziałach. W 1919 r. wstąpił do WKP (b). W latach 1918–1921 dowodził zwiadem 3 brygady kawalerii 4 dywizji kawalerii, następnie był zastępcą dowódcy wydzielonego pułku kawalerii 1 Armii Konnej i wreszcie dowódcą 11 brygady kawalerii 4 dywizji kawalerii. W 1922 r. został dwukrotnie odznaczony Orderem Czerwonego Sztandaru. Brygadą kawalerii dowodził również w latach 1921-1930. W latach 1930–1932 studiował na Akademii Wojskowej im. Michaiła Frunzego. Od 1930 do 1933 dowodził 3 dywizją kawalerii, zaś od 1933 do 1937 był dowódcą 6 korpusu kawalerii. W 1930 r. otrzymał Order Czerwonego Sztandaru po raz trzeci. Uważany był za zdolnego dowódcę, ponadto jego karierze sprzyjali dawni przełożeni z Armii Konnej – marsz. Siemion Budionny i komisarz obrony Klimient Woroszyłow.
Był członkiem Sądowego Trybunału Specjalnego Sądu Najwyższego ZSRR, który 11 czerwca skazał na śmierć siedmiu wysokich rangą dowódców Armii Czerwonej: marszałka Michaiła Tuchaczewskiego, komandarmów I rangi Ionę Jakira oraz Ijeronima Uborewicza, komandarma II rangi Augusta Korka, komkorów Witalija Primakowa, Borisa Feldmana, Roberta Ejdemana i Witowta Putnę. Proces miał charakter pokazowy, a postawione zarzuty szpiegostwa i spisku antypaństwowego były całkowicie fałszywe.
Wkrótce po procesie Tuchaczewskiego został mianowany zastępcą dowódcy Kijowskiego Okręgu Wojskowego oraz dowódcą grupy kawalerii tegoż okręgu. W lutym 1938 r. podczas uroczystości w rocznicę 20 lat sformowania Armii Czerwonej otrzymał awans na stopień komkora.
W tym samym roku intrygę przeciwko Goriaczowowi zorganizował Jefim Szczadienko, który skłonił komandarma Iosifa Apanasienkę do wystąpienia z niepochlebną opinią na jego temat. Przeciwko komkorowi wystąpił również Pawieł Dybienko. Goriaczow bez powodzenia prosił Woroszyłowa o pomoc. Ostatecznie, przekonany o nieuchronnym aresztowaniu, 12 grudnia 1938 r. zastrzelił się.